# 難病の子どもとその家族へ夢を
公益社団法人難病の子どもとその家族へ夢を（なんびょうのこどもとそのかぞくへゆめを）は、「難病を患う子どもとその家族」と「社会」双方向の“架け橋”を目指して、難病の子どもたちとその家族に向けた支援活動を行う団体。

## 概要
アメリカフロリダ州オーランドにある非営利慈善団体「ギブ・キッズ・ザ・ワールド(en)」の日本唯一の認証団体として2010年に発足。
事業
難病の子どもの家族全員旅行の運営、その家族（両親）との対話、社会・企業との繋がりの場の設定、ボランティアの育成と教育、啓蒙活動のためのイベント企画運営等を行い、“生きる”ことについて社会で共に考え育み合う場を創出することを目的としている。 

## 沿革
- 2010年 – アメリカ「ギブ・キッズ・ザ・ワールド」の日本運営団体として発足
- 2012年 – 内閣府に公益性を認められ、公益社団法人難病の子どもとその家族へ夢をとなる
- 2014年 – 国際ビジネス賞2014年スティーヴィー賞非営利部門金賞を受賞[2]
- 2016年 – ドキュメンタリー映画「Given ～いま、ここ、にあるしあわせ～」を製作、全国ロードショー[3]
- 2017年 – 小児に特化した訪問看護ステーション「ダイジョブ」を立ち上げる[4]
- 2017年 – 日本医学ジャーナリスト協会映像部門大賞をドキュメンタリー映画「Given ～いま、ここ、にあるしあわせ～」で授賞[5][6]

### 寄付者への表彰
- 紺綬褒章

一時に、500万円以上の寄付をした個人、1000万円以上の寄付をした法人・団体は、紺綬褒章の対象となるので国に上申される（勲章型で、回数毎に銀の飾版が追加される）と章記（褒状と記す支部もある）飾版が5枚以上だと金の飾版1枚と引き換えになる。寄付が1500万円以上の寄付者になど多額に上る場合には、併せて賞杯（桐紋付きの木盃）が授与される。